# 太古飲料控股

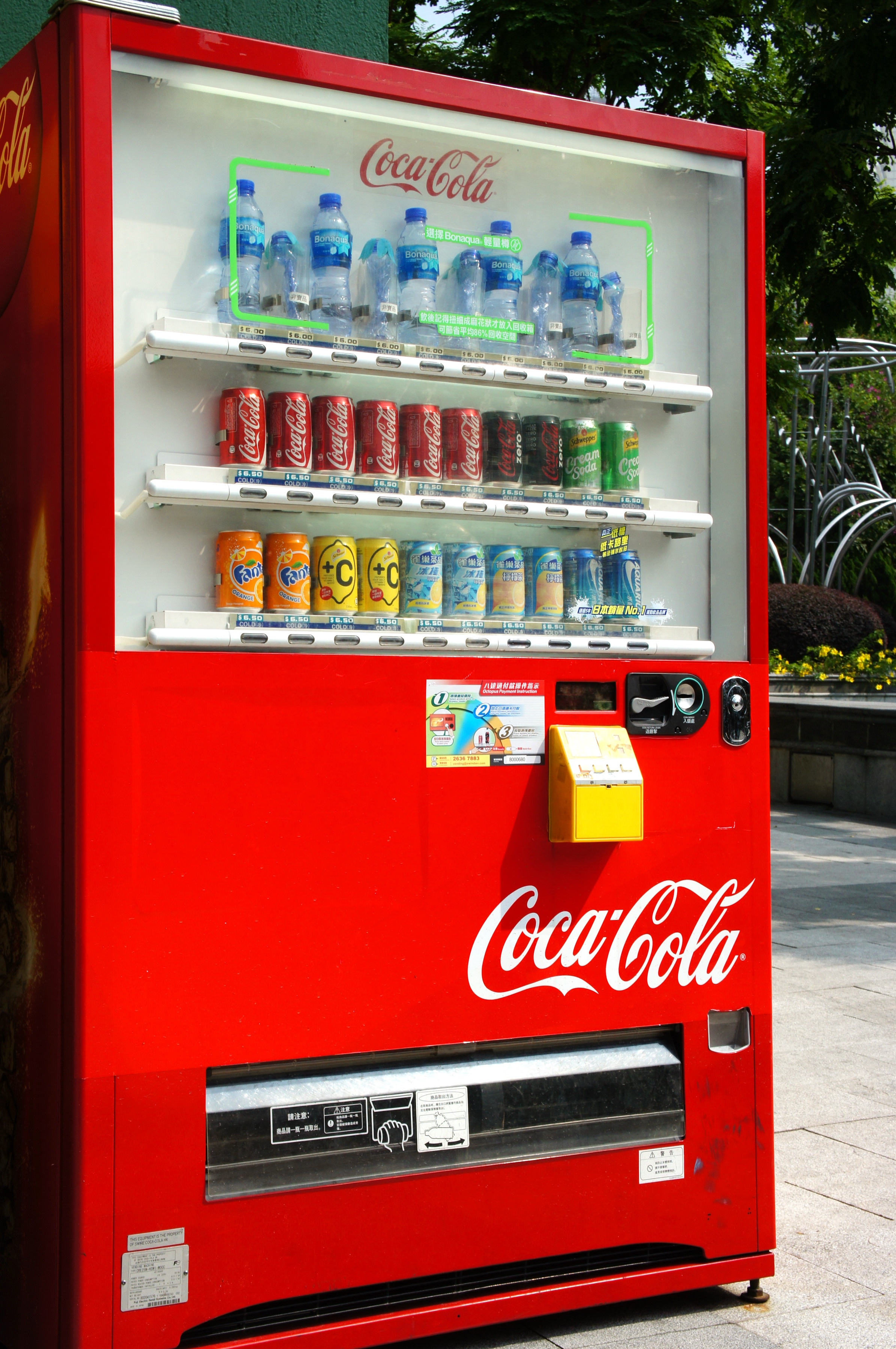
一部太古汽水機，售賣旗下飲品有：
（上）飛雪
（中）可樂、無糖可樂及玉泉忌廉
（下）芬達、C+檸檬、雀巢茶品及水動樂

太古可口可樂（英語：Swire Coca-Cola）是太古集团子公司，是可口可乐全球第五大装瓶商，在中國大陸11個省份、香港、上海市、台灣、越南和柬埔寨、老撾以及泰國北部及中部的大部分地區擁有生產、推廣及經銷可口可樂公司產品的專營權，生產及經銷四十一個飲料品牌，在擁有的專營區域覆蓋九億一千萬人口。太古可口可樂亦為Swire Pacific Holdings Inc.（以美國太古可口可樂的名稱營運）提供管理及行政支援服務，美國太古可口可樂則生產及經銷三十六個飲料品牌，專營區域人口達三千一百萬。

## 股權
- 太古公司持有100%股權，[2]可口可樂中國有限公司為重要合作夥伴。

## 歷史
- 2015年7月21日太古飲料控股以12.5億元人民幣向中信股份購入太古中萃發展（自74.38%增至89.38%）、合肥太古可口可樂飲料（自59.50%增至91.50%）及鄭州太古可口可樂飲料（自60.68%增至85.78%）的股份。
- 2015年9月24日美國太古可口可樂與可口可樂公司簽訂協議，以1.33億美元收購美國亞利桑那州及新墨西哥州的專營區域，包括鳳凰城和圖森市等區域的八個銷售及經銷設施。
- 2016年2月19日美國太古可口可樂與可口可樂公司簽訂協議，以1.701億美元（約13.26億港元）收購華盛頓州、俄勒岡州及愛達荷州，包括西雅圖、斯波坎及波特蘭市的資產。
- 2016年11月18日太古飲料控股以12.2億元人民幣現金向可口可樂公司收購太古飲料12.5%股權，同時以4.87億人民幣現金向中國食品出售陝西太古可口可樂飲料有限公司（89.38%股權）和以46.49億元人民幣現金向中國食品收購10家可口可樂和中糧集團的裝瓶工廠，收購完成後太古飲料將增添湖北、廣西、雲南、江西、海南及上海，以及廣東省湛江市和茂名市的專營區域，並增加於江蘇、浙江、安徽、福建、河南及廣東專營區域所持的權益。陝西區域將轉讓予中國食品旗下一家附屬公司。
- 2023年1月1日太古可口可乐与可口可乐公司完成协议，收购可口可乐装瓶商生产控股有限公司的不含气饮料生产营运业务，并于2023年1月1日正式接管位于南宁、杭州、佛山、武汉、东莞及苏州的不含气饮料配制及包装业务[3]。
- 2023年6月28日太古股份有限公司出售Swire Pacific Holdings Inc.(美國太古可口可樂)的100%股權予大股東英國太古集團的全資附屬JS&S (Beverages) Inc.美國太古可口可樂於美國西部的十三個州生產、銷售及經銷可口可樂及其他飲料，業務區域包括亞利桑那州、加利福尼亞州、科羅拉多州、愛達荷州、堪薩斯州、內布拉斯加州、內華達州、新墨西哥州、俄勒岡州、南達科他州、猶他州、華盛頓州及懷俄明州的部分地區，專營區域覆蓋的人口達約3,000萬。
- 2022年7月18日太古可口可樂有限公司今天宣佈簽訂最終協議，向可口可樂購入越南及柬埔寨從事配製、包裝、分銷及出售，即時飲用飲料業務的公司
- 2024年2月9日ThaiNamthip和太古可口可樂組成東盟北部裝瓶聯盟，太古購入泰國和老撾的可口可樂裝瓶業務ThaiNamthip Corporation約55.7%股權，並出售柬埔寨和越南的可口可樂裝瓶業務30%權益予ThaiNamthip Corporation。

## 飲料品牌
除可口可樂外，該公司還生產無糖可樂、健怡可樂、雲呢拿味可樂、雪碧、芬達、玉泉、Qoo、美粒果、雀巢茶、陽光、健康工房、淳．茶舍、飛想茶、飛雪和水動樂。該公司還獲得雀巢香港有限公司授權，經銷即飲雀巢咖啡及雀巢茶品。此外，該公司亦會經銷海外版的可口可樂產品。

## 廠房

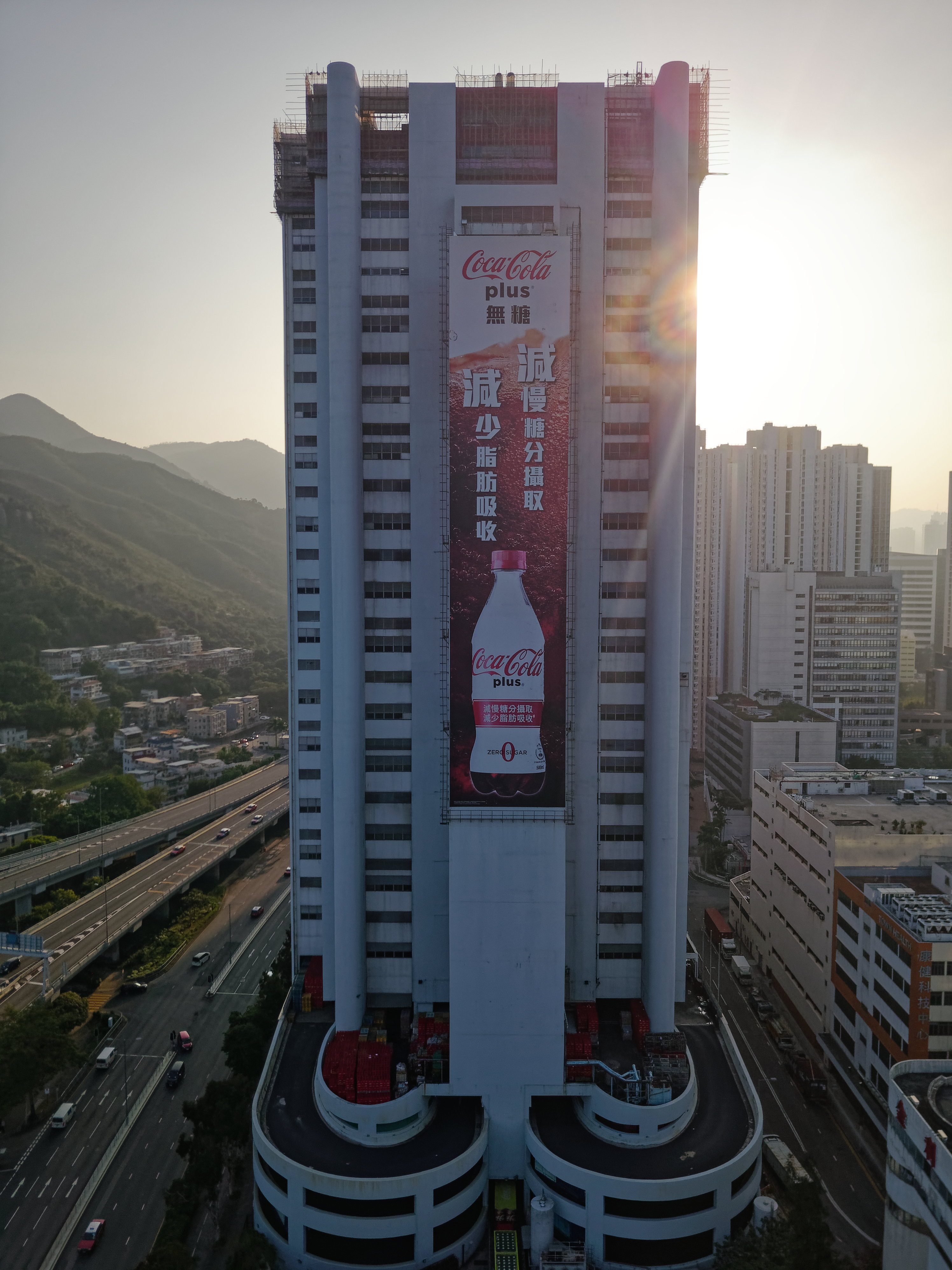

- 沙田小瀝源太古汽水廠（沙田源順圍17-19號，乃全球最高的可口可樂裝瓶廠）
- 荃灣楊屋道100號（已拆卸，原址重建為爵悅庭）
- 太古鰂魚涌街香港汽水廠（已拆卸，原址鰂魚涌祐民街38號成為康蕙花園）

## 旗下公司

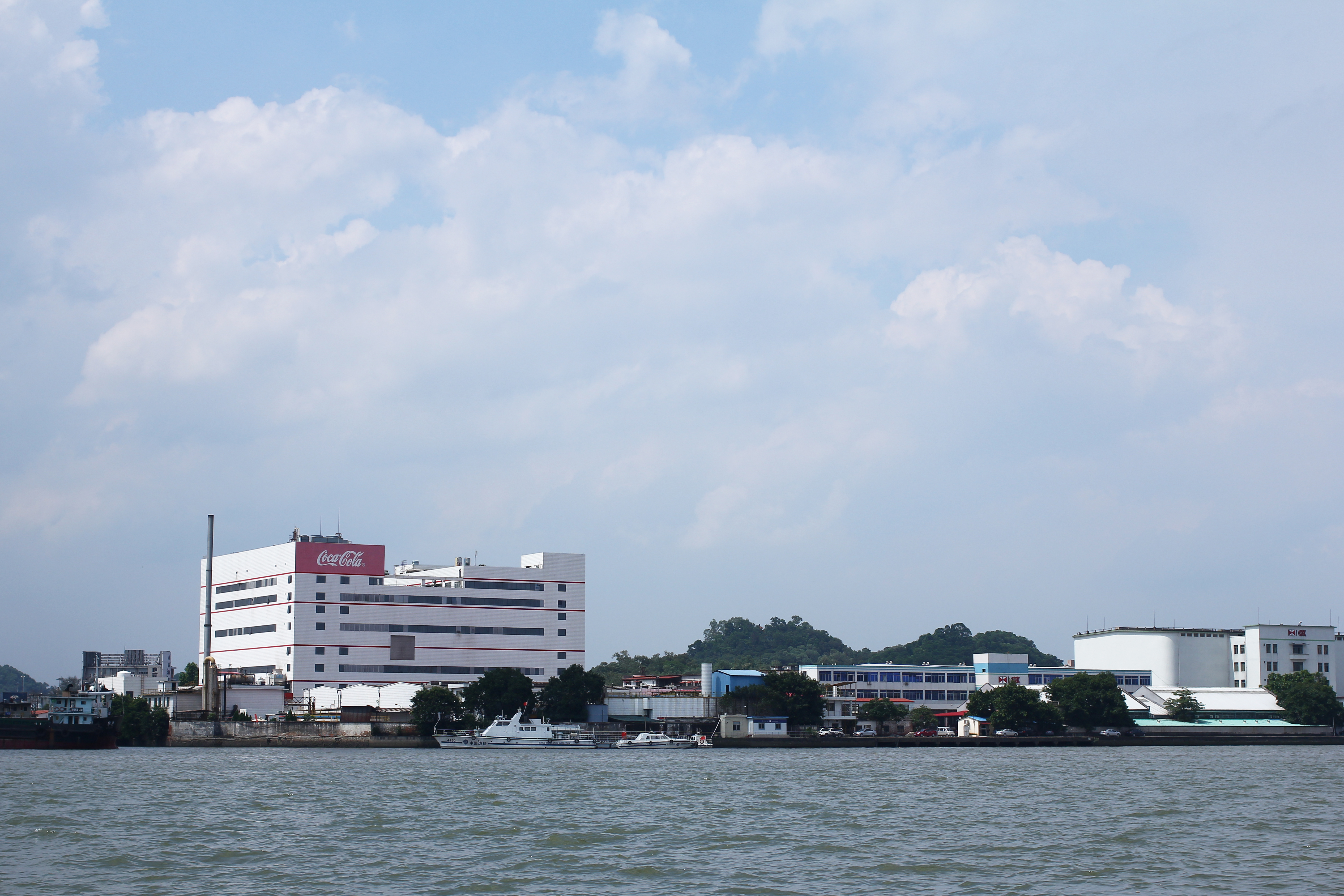
广东太古可口可乐有限公司

| - ThaiNamthip Corporation 持有泰國和老撾的可口可樂裝瓶業務 - Coca-Cola Indochina Pte. Ltd 持有越南和柬埔寨的可口可樂配製、包裝、分銷及出售即時飲用飲料業務 - 太古中萃發展有限公司 - 可口可樂裝瓶商生產控股有限公司，負責向中國各省所有可口可樂專營公司供應不含汽飲料。 - 美國太古可口可樂 - 太古可口可樂香港有限公司 - 英屬維京群島商太古可口可樂股份有限公司台灣分公司 - 廈門綠泉實業有限公司 - 廈門太古可口可樂飲料有限公司 - 合肥太古可口可樂飲料有限公司 - 鄭州太古可口可樂飲料有限公司 - 漯河太古可口可樂飲料有限公司 | - 浙江太古可口可樂飲料有限公司 - 溫州太古可口可樂飲料有限公司 - 廣東太古可口可樂飲料有限公司 - 廣東太古可口可樂惠州有限公司 - 廣東太古可口可樂湛江有限公司 - 海南太古可口可樂飲料有限公司 - 江西太古可口可樂飲料有限公司 - 江蘇太古可口可樂飲料有限公司 - 上海申美飲料食品有限公司 - 太古可口可樂（蘇州）飲料有限公司 - 上海申美閔發飲料食品有限公司 - 廣西太古可口可樂飲料有限公司 - 雲南太古可口可樂飲料有限公司 - 湖北太古可口可樂飲料有限公司 - 太古飲料共享服務（西安）有限公司 - 太古可口可乐供应链管理（海南）有限公司，负责统筹管理太古可口可乐中国市场不含气饮料生产品线的营运、采购、销售、规划和投资。 |

專營地域包括香港、台灣、中國內地12個省份（廣東、浙江、安徽、江蘇、福建、河南、廣西、雲南、湖北、上海、江西、海南）及美國西部十三個州、越南和柬埔寨在內的廣泛地區擁有製造、推廣及分銷可口可樂公司產品的專營權。

## 外部連結
- 官方网站 （页面存档备份，存于）